# Sundborns socken
Sundborns socken ligger i Dalarna, ingår sedan 1971 i Falu kommun och motsvarar från 2016 Sundborns distrikt.
Socknens areal är 222,0 kvadratkilometer, varav 193,10 land. År 2020 fanns här 2 755 invånare. Tätorten Danholn samt tätorten och kyrkbyn Sundborn med sockenkyrkan Sundborns kyrka ligger i socknen. 

## Administrativ historik
Kyrksocknen bildades 1620 genom en utbrytning ur Svärdsjö socken. Egen jordebokssocken från 1638.
Vid kommunreformen 1862 övergick socknens ansvar för de kyrkliga frågorna till Sundborns församling och för de borgerliga frågorna till Sundborns landskommun. Landskommunen uppgick 1971 i Falu kommun.
1 januari 2016 inrättades distriktet Sundborn, med samma omfattning som församlingen hade 1999/2000.
Socknen har tillhört fögderier, tingslag och domsagor enligt vad som beskrivs i artikeln Dalarna. De indelta soldaterna tillhörde Dalregementet och Rättviks kompani.

## Geografi
Sundborns socken ligger nordost om Falun kring Sundbornsån och sjöarna Toftan och Hyn. Socknen har odlingsbygd i ådalen och vid sjöarna och är i övrigt mot öster en kuperad skogsbygd med höjder som når 407 meter över havet.

## Fornlämningar
Några boplatser från stenåldern och enstaka gravar från järnåldern är funna.

## Namnet
Namnet (1545 Sonneboren) kommer från kyrkbyn. Förleden kan innehålla mansnamnet Sunne. Efterleden innehåller bor, 'passage mellan eller utmed vatten'.

## Befolkningsutveckling
| Befolkningsutvecklingen i Sundborns socken 1750–2020 | Befolkningsutvecklingen i Sundborns socken 1750–2020 | Befolkningsutvecklingen i Sundborns socken 1750–2020 | Befolkningsutvecklingen i Sundborns socken 1750–2020 | Befolkningsutvecklingen i Sundborns socken 1750–2020 |
| --- | ---------------------------------------------------- | ---------------------------------------------------- | ---------------------------------------------------- | ---------------------------------------------------- |
| |                                                      |                                                      |                                                      |                                                      |
| År |                                                      |                                                      | Folkmängd                                            |                                                      |
| 1750 | 1750                                                 |                                                      | 869                                                  |                                                      |
| 1760 | 1760                                                 |                                                      | 988                                                  |                                                      |
| 1769 | 1769                                                 |                                                      | 1 045                                                |                                                      |
| 1780 | 1780                                                 |                                                      | 1 040                                                |                                                      |
| 1790 | 1790                                                 |                                                      | 1 138                                                |                                                      |
| 1800 | 1800                                                 |                                                      | 1 240                                                |                                                      |
| 1810 | 1810                                                 |                                                      | 1 273                                                |                                                      |
| 1820 | 1820                                                 |                                                      | 1 335                                                |                                                      |
| 1830 | 1830                                                 |                                                      | 1 436                                                |                                                      |
| 1840 | 1840                                                 |                                                      | 1 446                                                |                                                      |
| 1850 | 1850                                                 |                                                      | 1 624                                                |                                                      |
| 1860 | 1860                                                 |                                                      | 1 724                                                |                                                      |
| 1870 | 1870                                                 |                                                      | 1 920                                                |                                                      |
| 1880 | 1880                                                 |                                                      | 2 123                                                |                                                      |
| 1890 | 1890                                                 |                                                      | 2 235                                                |                                                      |
| 1900 | 1900                                                 |                                                      | 2 443                                                |                                                      |
| 1910 | 1910                                                 |                                                      | 2 303                                                |                                                      |
| 1920 | 1920                                                 |                                                      | 2 296                                                |                                                      |
| 1930 | 1930                                                 |                                                      | 2 160                                                |                                                      |
| 1940 | 1940                                                 |                                                      | 1 831                                                |                                                      |
| 1950 | 1950                                                 |                                                      | 1 902                                                |                                                      |
| 1960 | 1960                                                 |                                                      | 1 907                                                |                                                      |
| 1970 | 1970                                                 |                                                      | 1 927                                                |                                                      |
| 1980 | 1980                                                 |                                                      | 2 295                                                |                                                      |
| 1990 | 1990                                                 |                                                      | 2 625                                                |                                                      |
| 2010 | 2010                                                 |                                                      | 2 692                                                |                                                      |
| 2020 | 2020                                                 |                                                      | 2 755                                                |                                                      |
| Anm: Källor: Umeå universitet - Tabellverket 1749-1859, Demografiska databasen, CEDAR, Umeå universitet, Befolkning per församling, Folkmängden per distrikt, landskap, landsdel eller riket efter kön. År 2015 - 2022. |                                                      |                                                      |                                                      |                                                      |